# Grupo Gay de Alagoas
O Grupo Gay de Alagoas - GGAL é uma organização não governamental, sem fins lucrativos, suprapartidária e conta com trabalho voluntário de seus membros. 
Tem sua sede na cidade de Maceió - Alagoas e entre uma das principais realizações a coordenação do Prêmio Renildo José dos Santos de Direitos Humanos.

## Fundação e Propósito do Grupo
Foi fundado em 1995 com o propósito de promover, defender os direitos humanos, sobretudo das minorias, e difundir políticas anti-discriminatórias a gays, lésbicas, travestis e bissexuais. Objetiva ainda implementar ações contra as DST/AIDS. 

## Membros da Diretoria do Grupo
É formado por uma diretoria de cinco membros bienalmente eleita em assembléia geral. Tem representação no Conselho Estadual de Defesa dos Direitos Humanos (CEDDH), no Fórum Permanente Contra a Violência em Alagoas(FPCVAL) e é filiado à Associação Brasileira de Gays, Lésbicas e Travestis(ABGLT). O GGAL realiza seminários e workshops para discutir cidadania e estratégias de organização do movimento homossexual além de desenvolver campanhas para coibir a violência praticada contra os homossexuais.

### DIRETORIA PRINCIPAL (biênio2006/2007)
Presidente – BodeMaster(Rafael Montovani)
Vice-presidente – Silas.Malatop(Mauricio Castro)
Secretário-geral – Josenildo Correia de Oliveira
Secretário de Finanças – José Marcelo do Nascimento
Secretário de Direitos Humanos – Otávio de Oliveira